# Teucholabis (Teucholabis) galatea
Teucholabis (Teucholabis) galatea is een tweevleugelige uit de familie steltmuggen (Limoniidae). De soort komt voor in het Neotropisch gebied.